# 师金城
师金城（1942年—2003年3月2日）生于河北石家庄，中国共产党及中华人民共和国官员。

## 生平
1959年加入中国共产主义青年团，1961年参加工作，1965年加入中国共产党。历任中共中央办公厅机要室科员，中华人民共和国教育部办公厅部党组秘书，中共中央文献研究室主任秘书、《文献和研究》期刊编辑小组副组长、秘书处副处长。1986年3月起，历任中共中央办公厅秘书局会议处处长、文电处处长。1990年起，历任中共中央办公厅秘书局副局长、局长。1998年3月，出任第九届全国人大常委会副秘书长、机关党组成员。
师金城是中国共产党第十五次全国代表大会代表，全国人民代表大会常务委员会澳门特别行政区基本法委员会委员。
2003年3月2日，师金城在北京病逝，享年60岁。